# Shrapnel Games
Shrapnel Games est un éditeur américain de jeux vidéo indépendant spécialisé dans les jeux de stratégie et les jeux de rôle, en particulier les jeux de stratégie au tour par tour.  Il est fondé en 1999 par Tim Brooks à Cary, en Caroline du Nord,,. 

## Liste de jeux
- 101, Airborne : Juin 44 - La 101e en Normandie
- Weird Worlds: Return to Infinite Space
- Dominions II
- Dominions 3: The Awakening
- BCT Commander
- Armored Task Force
- Air Assault Task Force